# Mageia
Mageia is een Linuxdistributie die ontwikkeld wordt door de non-profitorganisatie Mageia.

## Naam
Het woord "mageia" – μαγεία in het Oudgrieks – betekent "magisch" in het Nederlands. Het verwijst naar de goochelaar Leon Mandrake, van wiens naam de oorspronkelijke naam van de Mandrivadistributie (Mandrake Linux) afgeleid was.

## Geschiedenis
Op 18 september 2010 richtten een groep voormalige werknemers van het Franse softwarebedrijf Mandriva en vrijwilligers uit de Mandrivagemeenschap Mageia op, een nieuwe Linuxdistributie op basis van Mandriva Linux. De beslissing tot de oprichting van een nieuwe Linuxdistributie werd genomen na het ontslag van de meeste werknemers die zich bezighielden met de ontwikkeling van Mandriva Linux toen Edge-IT, een bedrijf dat eigendom was van Mandriva, geliquideerd werd. Mageia werd opgericht uit ontevredenheid over de leidende rol die Mandriva speelde in de ontwikkeling van Mandriva Linux. Toen Mandriva vanwege financiële problemen in 2012 toenadering zocht tot Mageia, besloot het team om onafhankelijk van Mandriva te blijven.

## Versiegeschiedenis
| Versie | Uitgavedatum | Ondersteund tot |
| ------ | ------------ | --------------- |
| 1      | 01-06-2011   | 01-12-2012      |
| 2      | 22-05-2012   | 22-11-2013      |
| 3      | 19-05-2013   | 26-11-2014      |
| 4      | 01-02-2014   | 19-09-2015      |
| 5      | 19-06-2015   | 31-10-2017      |
| 6      | 16-07-2017   | 02-12-2019      |
| 7      | 01-07-2019   | 30-06-2021      |
| 8      | 26-02-2021   | xx-xx-xx        |
| 9      | xx-xx-xx     | xx-xx-xx        |

| Kleur | Betekenis                |
| ----- | ------------------------ |
| Rood  | Niet-ondersteunde versie |
| Groen | Ondersteunde versie      |
| Blauw | Toekomstige versie       |

De eerste stabiele versie, versie 1.0, werd uitgebracht op 1 juni 2011. Versie 2.0 werd uitgebracht op 22 mei 2012. Nieuw in versie 2 was:
- systemd om de opstartprocedure te versnellen
- Bijgewerkte software: GNOME 3, Linuxkernel 3.3.6 en PulseAudio 2.0
- Mogelijkheid om bij het installatieproces te kiezen uit KDE 4.8.2, GNOME 3.4, Xfce 4.9, LXDE en Enlightenment (E17)

Versie 3.0 kwam uit op 19 mei 2013. Deze is gebaseerd op Linuxversie 3.8 en bevat:
- RPM (4.11) + urpmi
- systemd 195
- GRUB (1, GRUB 2 is beschikbaar)
- KDE 4.10.2, GNOME 3.6, Xfce 4.10
- LibreOffice 4.0.3
- Steam for Linux

Versie 4.0 kwam uit op 1 februari 2014. Deze is gebaseerd op Linux 3.12 en bevat:
- systemd 208
- GRUB (1, GRUB 2 is beschikbaar)
- herziene pakketgroepen
- rpmdrake
- KDE 4.11 of GNOME 3.10 (Xfce 4.10 beschikbaar)
- LibreOffice 4.1.3
- Experimentele UEFI-ondersteuning
- Ondersteuning voor resoluties hoger dan FullHD

Versie 4.1 bracht enkele foutoplossingen met zich mee.
Versie 5 werd uitgebracht op 20 juni 2015. Deze versie ondersteunt onder meer UEFI-systemen. Daarnaast zijn volgende functies aanwezig:
- grub2 (optioneel) zou nu standaard beter moeten werken in multibootomgevingen
- Veel verbeteringen aan de installatiewizard en het controlecentrum.
- Btrfs wordt nu ondersteund maar wordt niet standaard gebruikt. Wanneer btrfs gekozen wordt voor /boot (of / zonder /boot-partitie) wordt grub2 standaard gebruikt.
- Het standaardthema Adwaita wordt gebruikt in plaats van Oxygen-gtk.

Versie 8 werd uitgebracht op 26 februari 2021

## Doelstellingen
In de aankondiging van 18 september 2010 werden de volgende doelstellingen genoemd:
- Het geschikt maken van Linux en vrije software voor eenvoudig gebruik door iedereen.
- Het bieden van geïntegreerde configuratiegereedschappen voor het gehele systeem.
- Een uitstekende integratie van het basissysteem, de desktopomgeving (KDE/GNOME) en toepassingen (applicaties), en vooral het verbeteren van de integratie met software van derden (of deze nu vrijelijk beschikbaar is of niet).
- Het ondersteunen van nieuwe computerarchitecturen.
- Het beter leren begrijpen van de gebruikers van computers en andere elektronische apparaten.